# Giovanni Sisto
Giovanni Sisto (21. června 1916 Mirabello Monferrato – 15. listopadu 1994) byl italský politik a učitel.

## Životopis
Giovanni Sisto se narodil 21. června 1916 v Mirabello Monferrato. Pocházel z dělnické rodiny. Ve druhé světové válce byl důstojníkem v Alpách. Byl i partyzánským velitelem v rámci italského odboje. Vystudoval literaturu a byl profesorem italské literatury, latiny a řečtiny, ředitelem střední školy. Kromě své učitelské dráhy se věnoval také politice. Byl poslancem dvou zákonodárných sborů. Dvakrát byl zvolen do poslanecké sněmovny Italské republiky, a to v letech 1968–1972 a 1972–1976. Dvanáct let byl presidentem zemské správy provincie Alessandria v Itálii, tedy v regionu se stejnojmenným partnerským městem Hradce Králové. Dne 28. srpna 1964 byl jmenován čestným občanem Hradce Králové. V červenci 1967 vedl šestičlennou delegaci z Alessandrie do Hradce Králové. Obdobně pětičlenná česká delegace jela získávat poznatky z italského zemědělství v Alessandrii v září 1967.